# Dębiny Piaseczyńskie
Dębiny Piaseczyńskie – projektowany w latach 90. XX w. rezerwat leśny o powierzchni 2,45 ha położony w środkowej części Lasów Mieńskich, w gminie Cegłów (powiat miński, woj. mazowieckie). Celem projektowanego rezerwatu była ochrona dojrzałego drzewostanu w wieku ponad 200 lat złożonego z dębu (gatunek panujący o udziale 40%) z domieszką sosny zwyczajnej i grabu. Jest to najstarszy drzewostan na terenie Nadleśnictwa Mińsk. Ponadto na terenie obiektu zlokalizowane są dwie pomnikowe sosny zwyczajne o obwodach 250 i 264 cm i wysokości 25 i 27 m. Obecnie teren utrzymywany jest jako gospodarczy drzewostan nasienny o powierzchni 3,17 ha. Rezerwat nigdy nie wyszedł poza fazę projektu.